# Peter Wegener
Peter Paul Wegener (* 29. August 1917 in Berlin; † 13. September 2008 in New Haven, Connecticut) war ein deutsch-US-amerikanischer Physiker, bekannt für die Entwicklung von Überschall-Windkanälen. Er war Professor an der Yale University.

## Leben
Wegener war der Sohn des Schauspielers Paul Wegener und der Schauspielerin Lyda Salmonova. Sein Studium der Physik und Geophysik an der Universität Berlin wurde von der Einberufung 1939 unterbrochen. 1943 erhielt er während einer Unterbrechung seines Wehrdienstes (an der russischen Front) sein Diplom und wurde promoviert. Im weiteren Verlauf des Krieges war er am V2-Projekt in Peenemünde beteiligt als Teil eines Teams, das den ersten Überschall-Windkanal baute.
Nach dem Krieg kam er wie andere deutsche Raketenforscher in die USA im Rahmen der Operation Paperclip und arbeitete am Naval Ordinance Laboratory in Maryland ebenfalls an Windkanälen. Er lehrte nebenbei an der Johns Hopkins University und der University of Maryland und war Berater an der Ohio State University. Ab 1953 war er am Jet Propulsion Laboratory in Pasadena, wo er Sektionsleiter für Aerodynamikforschung wurde.
1960 wurde er Professor an der Yale University. 1964 wurde er dort Leiter der Abteilung angewandte Wissenschaft, war 1966 bis 1971 Vorstand der Abteilung Ingenieurwesen und angewandte Wissenschaft und wurde 1972 Harold Hodgkinson Professor. In seiner Abteilung wurden Gaslaser entwickelt, und er selbst wandte sich später der Entwicklung von naturwissenschaftlichen Curricula für Nicht-Naturwissenschaftler zu, sowohl an der Universität wie an höheren Schulen. 1987 ging er in den Ruhestand.
1951 erhielt er den Meritorious Civilian Service Award der US Navy und 1982 den Otto-Laporte-Preis. Er erhielt den Humboldt-Forschungspreis für US Senior Scientists, war Fellow der American Physical Society und Mitglied der Connecticut Academy of Science and Engineering.
Er war Fellow am Wissenschaftskolleg zu Berlin, Gastwissenschaftler an der Jiaotong-Universität Xi’an in China, an der Universität Karlsruhe (deren Ehrendoktor er war) und an der Universität Oxford. Wegener war Berater bei der NASA und der Rand Corporation.

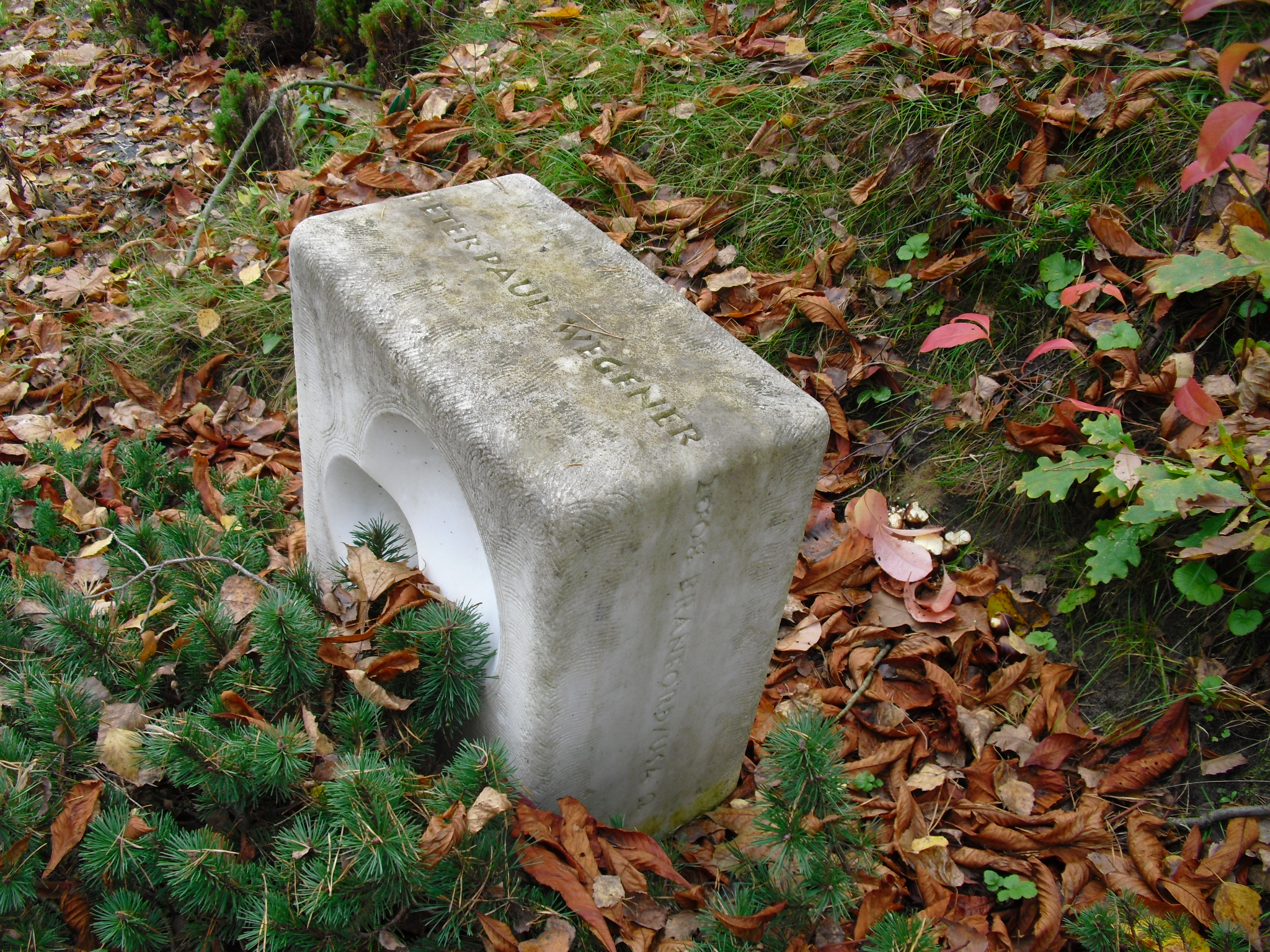
Grabstein von Peter Wegener auf dem Friedhof Heerstraße in Berlin-Westend

Er war seit 1963 mit der Schauspielerin Annette Schleiermacher verheiratet. Drei Söhne entsprangen aus zwei früheren Ehen.
Peter Wegener starb im September 2008 im Alter von 91 Jahren in New Haven, Connecticut. Die Beisetzung erfolgte auf dem landeseigenen Friedhof Heerstraße in Berlin-Westend im Ehrengrab seines Vaters Paul Wegener (Grablage: 4-B-Böschung).

## Schriften
- The wind tunnels of Peenemünde: a memoir, Yale University Press 1996
  - Deutsche Übersetzung: Die Raketenforschung in Peenemünde, Oldenburg, Schardt 2011
- What makes airplanes fly ?: history, science, and applications of aerodynamics, Springer Verlag, 2. Auflage 1997 (zuerst 1987)

## Weblink
- In Memoriam: Peter Wegener, Helped Develop Hypersonic Wind Tunnels. In: Yale News. 26. September 2008 (englisch).